# 张月
张月（1994年9月14日—），中国女歌手、演员。2017年参加浙江卫视选秀节目《天生是优我》，以优我女团成员身份出道。2018年，随组合发行首张团体专辑《优Show》。2020年，凭借饰演电视剧《三十而已》“林有有”一角而被观众熟知。同年，参加北京卫视音乐竞技节目《跨界歌王》。

## 影视作品

### 电视剧/网络剧
| 首播年份 | 剧名                             | 角色   |
| 2020年   | 《三十而已》                     | 林有有 |
| 2021年   | 《千古玦尘》（网络剧）           | 雨神   |
| 2021年   | 《谎言真探》                     | 江雅麗 |
| 2021年   | 《国子监来了个女弟子》（网络剧） | 宋佳音 |
| 2021年   | 《对手》                         | 许惠婷 |
| 2022年   | 《祝卿好》（网络剧）             | 徐時錦 |
| 2022年   | 《星汉灿烂》（网络剧）           | 万萋萋 |
| 2023年   | 《我的人间烟火》                 | 李萌   |
| 2023年   | 《父辈的荣耀》                   | 林晓晴 |
| 2023年   | 《宿命之敌》                     | 骆冰   |
| 2024年   | 《玫瑰的故事》                   | 韩鹦   |
| 2024年   | 《山花烂漫时》                   | 丁笑笑 |
| 2024年   | 《幻乐森林》（网络剧）           | 苏若珊 |
| 2025年   | 《淬火年代》                     | 林川   |
| 待播     | 《双食记》（网络剧）             |        |
| 待播     | 《倾城亦清欢》（网络剧）         |        |
| 待播     | 《我站的地方是中国》             |        |
| 待播     | 《好好的时代》                   | 王元媛 |

### 电影
| 上映年份 | 电影名                            | 角色   |
| 2018年   | 《那年1987》(網絡電影)            | 刘芳   |
| 2018年   | 《御天神帝3之幽燕惊魂》(網絡電影) | 鱼小杏 |
| 2018年   | 《御天神帝4之雪国秘史》(網絡電影) | 鱼小杏 |
| 2019年   | 《唐小小的魔法天台》(網絡電影)    | 唐小小 |
| 2020年   | 《大梦聊斋》(網絡電影)            | 婴宁   |

### 綜藝節目
- 2017年4月 《天生是优我》
- 2017年11月11日 《我要上春晚》
- 2018年2月3日 《我要上春晚》
- 2018年2月17日《异口同声》
- 2020年6月27日 《跨界歌王》第五季
- 2020年10月2日 《演员请就位》第二季